# COVID-19-Pandemie auf Französisch-Polynesien
Die COVID-19-Pandemie tritt in Französisch-Polynesien seit März 2020 als Teil der weltweiten COVID-19-Pandemie auf, die im Dezember 2019 in China ihren Ausgang nahm. Die COVID-19-Pandemie betrifft die neuartige Erkrankung COVID-19. Diese wird durch das Virus SARS-CoV-2 aus der Gruppe der Coronaviridae verursacht und gehört in die Gruppe der Atemwegserkrankungen. Ab dem 11. März 2020 stufte die Weltgesundheitsorganisation (WHO) das Ausbruchsgeschehen des neuartigen Coronavirus als weltweite Pandemie ein.
Der Präsident des Landes, Edouardo Fitch, gab am 18. Mai 2020 bekannt, dass es 60 infizierte Personen im Verlauf der COVID-19-Pandemie gegeben habe, davon seien vier gestorben und man habe 3496 COVID-19-Tests durchgeführt. Die COVID-19-Pandemie in Französisch-Polynesien sei damit beendet.

## Lage

Lage der Inseln von Französisch-Polynesien

Französisch-Polynesien ist ein französisches Überseeterritorium, das aus insgesamt 118 Inseln und Atollen im Südpazifik besteht. Seit Februar 2004 hat Frankreich ein neues Autonomiestatut für Französisch-Polynesien beschlossen, womit es zu einem französischen Überseeterritorium geworden ist. Dies stärkte die Position der dortigen Regierung und des lokalen Präsidenten, damit ist Frankreich nur noch für Außenpolitik, Justiz, Verteidigung, innere Sicherheit und Geldwesen zuständig. Als am 17. Mai 2013 die UN-Vollversammlung einmütig eine Resolution verabschiedete, die das französische Überseeterritorium wieder auf die Entkolonialisierungsliste setzte, boykottierte Frankreich diese Sitzung.

## Verlauf
Am 11. März 2020  wurde der erste COVID-19-Fall bekannt, als Maina Sage, eine Parlamentsabgeordnete von Französisch-Polynesien, daran erkrankte. Maina Sage und eine Abgeordnete des Abgeordnetenhauses beschwerten sich später über die fehlende materielle und moralische Unterstützung Frankreichs im Verlauf der Pandemie.
Als kurz nach der ersten Infektion ein Schweizer eines Kreuzfahrtschiffes an dieser Infektion erkrankte, obwohl die Regierung inzwischen die Landung der Kreuzfahrtschiffe für die Dauer von einem Monat verfügt hatte, ordnete die Landesregierung an, dass alle Kreuzfahrtschiffe, die sich auf dem Weg zu den Inseln von Französisch-Polynesien befinden, den nächsten internationalen Hafen anzulaufen haben. Ausländische Schiffe, die sich zu diesem Zeitpunkt in den nationalen Gewässern befinden würden, haben ihren Kurs in Richtung des Hafens von Papeete zu ändern. Bevor sie dort andocken, sei der Gesundheitszustand der Passagiere von den Schiffen den lokalen  Behörden mitzuteilen und dafür Sorge zu tragen, dass die Passagiere in Verantwortung der Schiffe an Land gebracht und repatriiert werden.
Am 19. März wurden alle nationalen und internationalen Flugverbindungen und Schiffsverbindungen zwischen den Inseln aufgehoben. Alle öffentlichen, privaten, sportlichen Versammlungen oder aus anderen Gründen wurden verboten. Es gibt zwei Ausnahmen von diesem Grundsatz: Versammlungen an Grabstätten sind für maximal 20 Personen und Gottesdienste am Sonntag für bis zu 50 Personen erlaubt.
Am 20. März wurde ab Mitternacht ein gesetzlicher Lockdown über Französisch-Polynesien verhängt. Am 24. März verfügte die Regierung den Verkauf von Alkohol. Zuwiderhandlungen würden zu einer Geldstrafe bis zu 150 US-Dollar oder einer Gefängnisstrafe von bis zu einem Jahr führen.
Am 27. März wurde der Lockdown in der Zeit von 20:00 bis 5:00 Uhr bis einschließlich 15. April gelockert.
Parlamentsabgeordnete von Französisch-Polynesien beschlossen, neben einem teilweisen Verzicht auf ihr Abgeordnetengehalt, dass dieses in einen Solidarfonds eingezahlt werden soll und als eine finanzielle Unterstützung an diejenigen Personen gehen soll, die eine Woche vor dieser Tagung wegen der COVID-Pandemie ihre Arbeit verloren hatten. Ferner gab der amtierende Präsident Fitch nach der Sitzung bekannt, dass China eine Hilfslieferung mit COVID-19-Tests und vier Millionen Nase-Mund-Masken mit einem Flugzeug liefern werde.
Am 19. Mai 2020 erklärte sich Französisch-Polynesien für Covid-19-frei und hob am 21. Mai die Reisebeschränkung zwischen den Inseln für ihre Bewohner auf, ausgenommen waren zwei Inseln. Die Reisenden müssten keine bescheinigten Tests vorlegen, allerdings müssten sie nach ihrer Ankunft in eine zweiwöchige Quarantäne.

### Infektionen

Bestätigte Infizierte in Französisch-Polynesien nach Daten der WHO. Oben kumuliert, unten Tageswerte

### Todesfälle

Bestätigte Todesfälle in Französisch-Polynesien nach Daten der WHO. Oben kumuliert, unten Tageswerte